# János Berecz

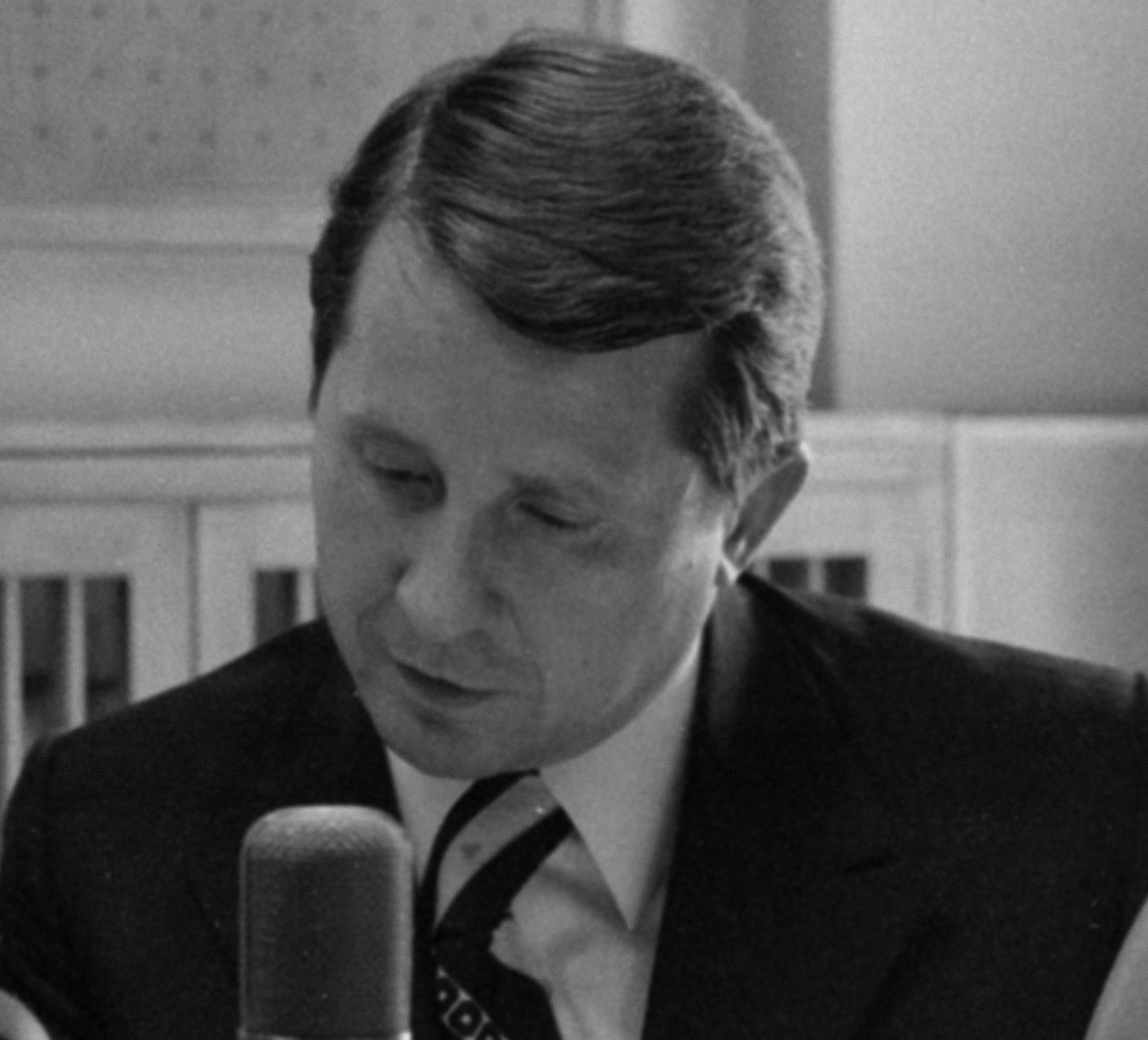
János Berecz (1977)

János Berecz (* 18. September 1930 in Ibrány, Komitat Szabolcs; † 7. Juli 2022 in Budapest) war ein ungarischer Politiker der Partei der Ungarischen Werktätigen MDP (Magyar Dolgozók Pártja) sowie schließlich der Ungarischen Sozialistischen Arbeiterpartei MSZMP (Magyar Szocialista Munkáspárt), der unter anderem von 1982 bis 1985 Chefredakteur der Tageszeitung Népszabadság und danach von 1985 bis 1989 ZK-Sekretär für Ideologie war. Am 23. Juni 1987 wurde er zum Mitglied des Politbüros des ZK der MSZMP gewählt und gehörte diesem obersten Führungsgremium der Ungarischen Sozialistischen Arbeiterpartei bis zum 12. April 1989 an.

## Leben

### Studium und Parteifunktionär
Der aus einer Bauernfamilie stammende Berecz begann 1951 ein Studium am Institut für Leninismus der Eötvös-Loránd-Universität (ELTE) und trat im gleichen Jahr der Partei der Ungarischen Werktätigen MDP (Magyar Dolgozók Pártja) bei. 1955 wurde er Mitarbeiter der Union der Arbeiterjugend DISZ (Dolgozó Ifjúság Szövetsége) in Budapest und dann im Oktober 1956 des Verbandes der Universitäts- und Hochschulmitarbeiter MEFESZ (Magyar Egyetemisták és Főiskolások Szövetsége), ehe er kurz darauf Leiter der Abteilung für weiterführende Schulen und Universitäten des KISZ (Magyar Kommunista Ifjúsági Szövetség) wurde, der Jugendverband der aus der MDP hervorgegangenen Ungarischen Sozialistischen Arbeiterpartei MSZMP (Magyar Szocialista Munkáspárt).
Nach einem Studium der Geschichtswissenschaften an der Akademie der Sozialwissenschaften des ZK der KPdSU in Moskau wurde Berecz nach seiner Rückkehr 1966 zunächst Zweiter Sekretär der MSZMP-Stadtleitung von Budapest sowie kurze Zeit später im Herbst 1966 Parteisekretär im Ministerium für auswärtige Angelegenheiten.
Danach wurde er im September 1972 zuerst stellvertretender Leiter, ehe er am 20. Juni 1974 Leiter der ZK-Abteilung für auswärtige Angelegenheiten wurde. Während dieser Zeit wurde er auf dem XII. Parteikongress am 27. März 1980 auch zum Mitglied des ZK der MSZMP gewählt.

### Chefredakteur vonNépszabadság, ZK-Sekretär und Abgeordneter
Als Nachfolger von Péter Várkonyi übernahm er am 23. Juni 1982 die Position als Chefredakteur von Népszabadság und behielt diese bis zu seiner Ablösung durch Gábor Borbély am 27. März 1985. 
Er selbst wurde auf dem XIII. Parteikongress der MSZMP am 28. März 1985 Nachfolger von Miklós Óvári als ZK-Sekretär für Ideologie. Zugleich wurde er auch Vorsitzender des MSZMP-Ausschusses für Agitation und Propaganda. Kurz darauf wurde er am 8. Juni 1985 auch zum Abgeordneten des Parlaments (Országgyűlés) gewählt und gehörte diesem bis Oktober 1989 als Vertreter des 6. Wahlkreises des Komitat Szabolcs-Szatmár-Bereg an.
Am 23. Juni 1987 wurde er zum Mitglied des Politbüro des ZK der MSZMP gewählt und gehörte diesem obersten Führungsgremium der Ungarischen Sozialistischen Arbeiterpartei bis zum 12. April 1989 an. Gleichzeitig wurde er Stellvertreter von János Kádár als Vize-Generalsekretär der MSZMP und konnte sich dabei gegen Ministerpräsident Károly Grósz durchsetzen, der allerdings am 22. Mai 1988 auf der Landeskonferenz der MSZMP zum neuen Generalsekretär der MSZMP und somit zum Nachfolger Kádárs gewählt wurde.
Im Juni 1989 wurde er zunächst als ZK-Sekretär für Ideologie entlassen und verlor im Juli 1989 auch seine Mitgliedschaft im ZK der MSZMP.
Nach der Umwandlung der MSZMP im Oktober 1989 in die Ungarische Sozialistische Partei MSZP (Magyar Szocialista Párt) kandidierte er für diese bei den Parlamentswahlen 1990, erlitt jedoch eine Niederlage und trat 1991 aus der Partei aus. 1994 gründete er ein Unternehmen und trat 1997 in die Ungarische Sozialdemokratische Partei MSZDP (Magyarországi Szociáldemokrata Párt) als Mitglied ein, verließ diese aber bereits 1999 wieder. In der Folgezeit zog er sich aus dem politischen Leben zurück und veröffentlichte später zahlreiche Bücher zu politischen Themen und der neuzeitlichen Geschichte Ungarns während der Zeit unter János Kádár.
Berecz heiratete 1988 in zweiter Ehe die Schauspielerin Anikó Sáfár, die sich einen Namen als Nacktstar in Filmen des Budapester Regisseurs Miklós Jancsó gemacht hatte. 

## Veröffentlichungen
- Ellenforradalom tollal és fegyverrel (1956), 1969, Neuauflage 1981
- Vállalom, 2004
- Visszanézve – szigorúan bizalmas, 2005
- Az én rendszerváltásom, 2006
- Kádár élt 1. – Aki nincs ellenünk…, 2008
- Kádár élt 1. – …az velünk van!, 2008
- Kádár élt 1. – Emberek, esetek, emlékek, 2010